# Helga Hansen
Helga Birgit Roth f. Hansen (29. september 1937 i Haderslev - 7. september 1985) var en dansk landsholdspiller i håndbold og var med på det hold som vandt sølv ved verdensmesterskabet 1962 i Rumænien.
Helga Hansen debuterede på landsholdet 7. december 1958 det blev til 32 landskampe. Hun spillede i Kolding IF og Frederiksberg IF, hvor hun vandt to DM-titler og pokalfinalen.

## Danske mesterskaber och pokalturneringer
- 1966: DM  Guld, Pokal  Sølv
- 1967: DM  Guld, Pokal  Guld